# Максимилиан фон Еделсхайм
Максимилиан фон Еделсхайм (на немски: Maximilian von Edelsheim) е немски офицер, служил по време на Първата и Втората световна война.

## Биография

#### Ранен живот и Първата световна война (1914 – 1918)
Максимилиан фон Еделсхайм е роден на 6 юли 1897 г. в Берлин, Германска империя.
През 1914 г. се записва в армията, а през следващата година става офицерски кадет. През Първата световна война се издига до звание лейтенант.

##### Между военен период
След войната се присъединява към Райхсвера и командва различни кавалерийски подразделения. По-късно, до началото на войната командва 1-ва кавалерийска бригада (мот.), по време на което е издигнат в чин подполковник.

#### Втора световна война (1939 – 1945)
В началото на Втората световна война командва 1-ви велосипеден батальон. На 25 септември 1941 г. получава командването на 22-ри кавалерийски полк, на 1 декември 1942 г. – 26-и стрелкови полк, на 10 октомври 1942 г. – 20-а танково-гренадирска дивизия, на 1 март 1943 г. – 24-та танкова дивизия и на 21 септември 1944 г. – 48-и танков корпус.

##### Пленяване и смърт
Пленен е от американските войски на 3 май 1945 г. Освободен е от плен на 31 март 1947 г. Умира на 26 април 1994 г. в Констанц, Германия.

## Военна декорация
| - Германски орден „Железен кръст“ (1914) – II (27 ноември 1915) и I степен (26 октомври 1918) - Рицарски кръст на ордена „Церингерски лъв“ – с мечове - Германски орден „Кръст на честта“ (?) - Германско отличие „За служба във Вермахта“ – IV и I степен - Сребърни пластинки към ордена Железен кръст (1939) – II (19 септември 1939) и I степен (14 октомври 1939) - Рицарски кръст с дъбови листа и мечове | - - Носител на Рицарски кръст (30 юли 1941) - Носител на Дъбови листа № 162 (23 декември 1942) - Носител на Мечове № 105 (23 октомври 1944) - Упоменат 3-пъти в ежедневния доклад на Вермахтберихт (21 февруари, 28 август и 17 октомври 1944) - Орден на „Михайл Храбри“ (1944) – III степен (30 май 1944) |